# Lutz Berger
Lutz Berger (* 7. März 1969 in Korbach) ist ein deutscher Islamwissenschaftler.

## Leben
Nach dem Abitur 1988 an der Edertalschule Frankenberg und dem Zivildienst (1988–1990) in Frankenberg (mobile Altenpflege) studierte er von 1990 bis 1997 Islamwissenschaft, Turkologie, Zentralasienkunde und Mittlere und Neuere Geschichte in Göttingen. Nach der Promotion 1997 in Göttingen bei Peter Bachmann mit einer Arbeit über den Mystiker Abū ʿAbd ar-Raḥmān as-Sulamī war er ab Oktober 1998 wissenschaftlicher Angestellter, seit April 2000 dann wissenschaftlicher Assistent am Orientalischen Seminar der Universität Tübingen. Von April bis Oktober 2006 vertrat er den Lehrstuhl für Islamwissenschaft am Seminar für Orientalistik der Ruhr-Universität Bochum. Von Oktober 2006 bis September 2007 war er Akademischer Rat am Orientalischen Seminar in Tübingen. Nach der Habilitation 2006 im Fach Islamwissenschaft mit einer Habilitationsschrift zu Welt und Menschenbild bei syrischen Biographen 1550–1791 ist er seit Oktober 2007 W2-Professor für Islamwissenschaft und Turkologie an der Universität Kiel.

## Schriften (Auswahl)
- Geschieden von allem außer Gott. Sufik und Welt bei Abū ʿAbd ar-Raḥmān as-Sulamī. Hildesheim 1998, ISBN 3-487-10650-7.
- Gesellschaft und Individuum in Damaskus 1550–1791. Würzburg 2007, ISBN 3-89913-596-2.
- Islamische Theologie. Wien 2010, ISBN 978-3-8252-3303-7.
- Die Entstehung des Islam. Die ersten hundert Jahre. Von Mohammed bis zum Weltreich der Kalifen. München 2016, ISBN 978-3-406-69693-0.